# Danny Way
Pour les articles homonymes, voir Way.
Danny Way, né le 15 avril 1974 à Portland (Oregon), aux États-Unis est un skater professionnel américain.

## Biographie
Danny Way skate dès l'âge de 6 ans et n'est âgé que de 11 ans lorsqu'il décroche son premier sponsor. Après être passé chez les Bones Brigades et H-Street, il rentre chez Blind et est nommé Skater Of The Year (S.O.T.Y.) en 1991 par le magazine Thrasher.
En 1997, sponsorisé par la marque DC, il construit la « Super Ramp » qui, comme son nom l'indique, est une rampe plus grande que les rampes classiques. Il la droppera (descendra) en sautant d'un hélicoptère, inventant ainsi le « Bomb Drop » (« largage de bombe  »).
En 1999, il réitère sa performance, cette fois devant les caméras de MTV au "MTV's Sports and Music Festival".
La période entre 1999 et 2002 est une période noire durant laquelle il se blesse à de nombreuses reprises.
Une fois remis, il lance la création de sa « Méga Ramp ». Celle-ci est composée d'un plan très incliné de 24 mètres de haut (80 pieds), suivi d'un gap (espace séparant une rampe de lancement et une rampe de réception) de 18 mètres (60 pieds), et clôturée par un quarter de 8 mètres (27 pieds) de haut. Elle n'a plus grand-chose à voir avec la « verticale » (rampe) traditionnelle).
Dans « The DC Video », grâce à cette « Méga Ramp », Danny bat les records mondiaux de saut en longueur en skate avec un saut de 19,5 m (65 pieds) et de saut en hauteur en skate avec 19 pieds et 3 pouces (à peu près 5,4 mètres). En 2003, il y ajouta la « Méga Box » (gros curb à l'échelle de la Méga Ramp) et un « Rainbow Rail » (un rail en forme d'arc-en-ciel), ce dernier lui permettant de grinder et slider à des hauteurs vertigineuses.
En 2004, la « Méga Ramp » devient une épreuve à part entière aux X Games.
Le 9 juillet 2005, Danny Way a sauté, avec l'aide de sa « Méga Ramp », par-dessus la Grande Muraille de Chine. Il devient ainsi le premier homme à l'avoir survolée sans aide motorisée. Il a, en 2005, relancé la marque de skateboard Plan B skateboards (dont une vidéo a révolutionné le skate dans les années 1990) avec son ami skater Colin McKay. La Team Plan B 2005-2006 est aussi constitué de jeunes skaters très doués tels que Ryan Gallant, Darrel Stanton, PJ Ladd, Jereme Rogers, Brian Wenning, Ryan Sheckler et Paul Rodriguez, et des skaters plus âgés comme Pat Duffy. De plus Way est un personnage des jeux Skate, Skate 2, Skate It et Skate 3 d'Electronic Arts.